# La Lapa
La Lapa – gmina w Hiszpanii, w prowincji Badajoz, w Estramadurze, o powierzchni 8,1 km². W 2011 roku gmina liczyła 294 mieszkańców.